# 施托克塞
施托克塞是德国石勒苏益格－荷尔斯泰因州的一个市镇。总面积11.38平方公里，总人口430人，其中男性227人，女性203人（2011年12月31日），人口密度38人/平方公里。